# Klątwa Crucible
Klątwa Crucible (ang. The Crucible Curse) – fraza szeroko używana w profesjonalnym snookerze.    
Termin odnosi się do Crucible Theatre w Sheffield, areny Mistrzostw świata w snookerze od roku 1977, i faktu, że nigdy zawodnik, który zdobył po raz pierwszy tytuł, nie obronił go w następnym roku.
Spośród dwudziestu trzech graczy, którzy zwyciężyli w MŚ, dziewięciu podczas obrony tytułu przegrało pierwszy mecz (John Spencer w 1978, Terry Griffiths w 1980, Steve Davis w 1982, Dennis Taylor w 1986, Graeme Dott w 2007, Neil Robertson w 2011, Stuart Bingham w 2016, Luca Brecel w 2024 i Kyren Wilson w 2025). Tylko dwóch zawodników broniących tytuł doszło do finału: Joe Johnson w 1987 oraz Ken Doherty w 1998.

## Szczegółowy zapis
| Rok  | Obrońca tytułu    | Runda          | Rezultat | Przeciwnik      |
| ---- | ----------------- | -------------- | -------- | --------------- |
| 1978 | John Spencer      | Pierwsza runda | 8-13     | Perrie Mans     |
| 1979 | Ray Reardon       | Ćwierćfinał    | 8-13     | Dennis Taylor   |
| 1980 | Terry Griffiths   | Druga runda    | 10-13    | Steve Davis     |
| 1981 | Cliff Thorburn    | Półfinał       | 10-16    | Steve Davis     |
| 1982 | Steve Davis       | Pierwsza runda | 1-10     | Tony Knowles    |
| 1983 | Alex Higgins      | Półfinał       | 5-16     | Steve Davis     |
| 1986 | Dennis Taylor     | Pierwsza runda | 6-10     | Mike Hallett    |
| 1987 | Joe Johnson       | Finał          | 14-18    | Steve Davis     |
| 1991 | Stephen Hendry    | Ćwierćfinał    | 11-13    | Steve James     |
| 1992 | John Parrott      | Ćwierćfinał    | 12-13    | Alan McManus    |
| 1998 | Ken Doherty       | Finał          | 12-18    | John Higgins    |
| 1999 | John Higgins      | Półfinał       | 10-17    | Mark Williams   |
| 2001 | Mark Williams     | Druga runda    | 12-13    | Joe Swail       |
| 2002 | Ronnie O’Sullivan | Półfinał       | 13-17    | Stephen Hendry  |
| 2003 | Peter Ebdon       | Ćwierćfinał    | 12-13    | Paul Hunter     |
| 2006 | Shaun Murphy      | Ćwierćfinał    | 7-13     | Peter Ebdon     |
| 2007 | Graeme Dott       | Pierwsza runda | 7-10     | Ian McCulloch   |
| 2011 | Neil Robertson    | Pierwsza runda | 8-10     | Judd Trump      |
| 2015 | Mark Selby        | Druga runda    | 9-13     | Anthony McGill  |
| 2016 | Stuart Bingham    | Pierwsza runda | 9-10     | Allister Carter |
| 2020 | Judd Trump        | Ćwierćfinał    | 9-13     | Kyren Wilson    |
| 2024 | Luca Brecel       | Pierwsza runda | 9-10     | David Gilbert   |
| 2025 | Kyren Wilson      | Pierwsza runda | 9-10     | Lei Peifan      |